# Шовкопряд (фільм)
Шовкопряд (англ. The Gypsy Moths) — американський фільм 1969 року.

## Сюжет
Троє друзів-парашутистів, Майк, Джо і Малкольм, подорожують по країні з власним шоу, заробляючи цим на життя. Напередодні Дня незалежності 4-го липня вони приїжджають в маленьке провінційне містечко в Канзасі, звідки родом Малкольм. Він пропонує друзям зупинитися не в готелі, а у своїх родичів. Провінціали з недовірою зустрічають наших героїв, і поступово обстановка в будинку загострюється. Але головне, щоб вона не вплинула на їх завтрашній виступ, бо навіть маленька помилка в повітрі може стати фатальною.

## У ролях
| Актор               | Роль             |
| ------------------- | ---------------- |
| Берт Ланкастер      | Майк Реттиг      |
| Дебора Керр         | Елізабет Брендон |
| Джин Гекмен         | Джо Броуді       |
| Скотт Вілсон        | Малкольм Вебсон  |
| Вільям Віндом       | В. Джон Брендон  |
| Бонні Беделіа       | Енні Берк        |
| Шері Норт           | офіціантка       |
| Карл Райндел        | пілот            |
| Форд Рейні          | власник          |
| Джон Напье          | Дік Донфорд      |
| в титрах не вказані |                  |
| Том Конрой          | лідер групи      |
| Патті Пленті        | танцюристка      |
| Білл Закерт         | суддя            |